# サントピア岡山総社

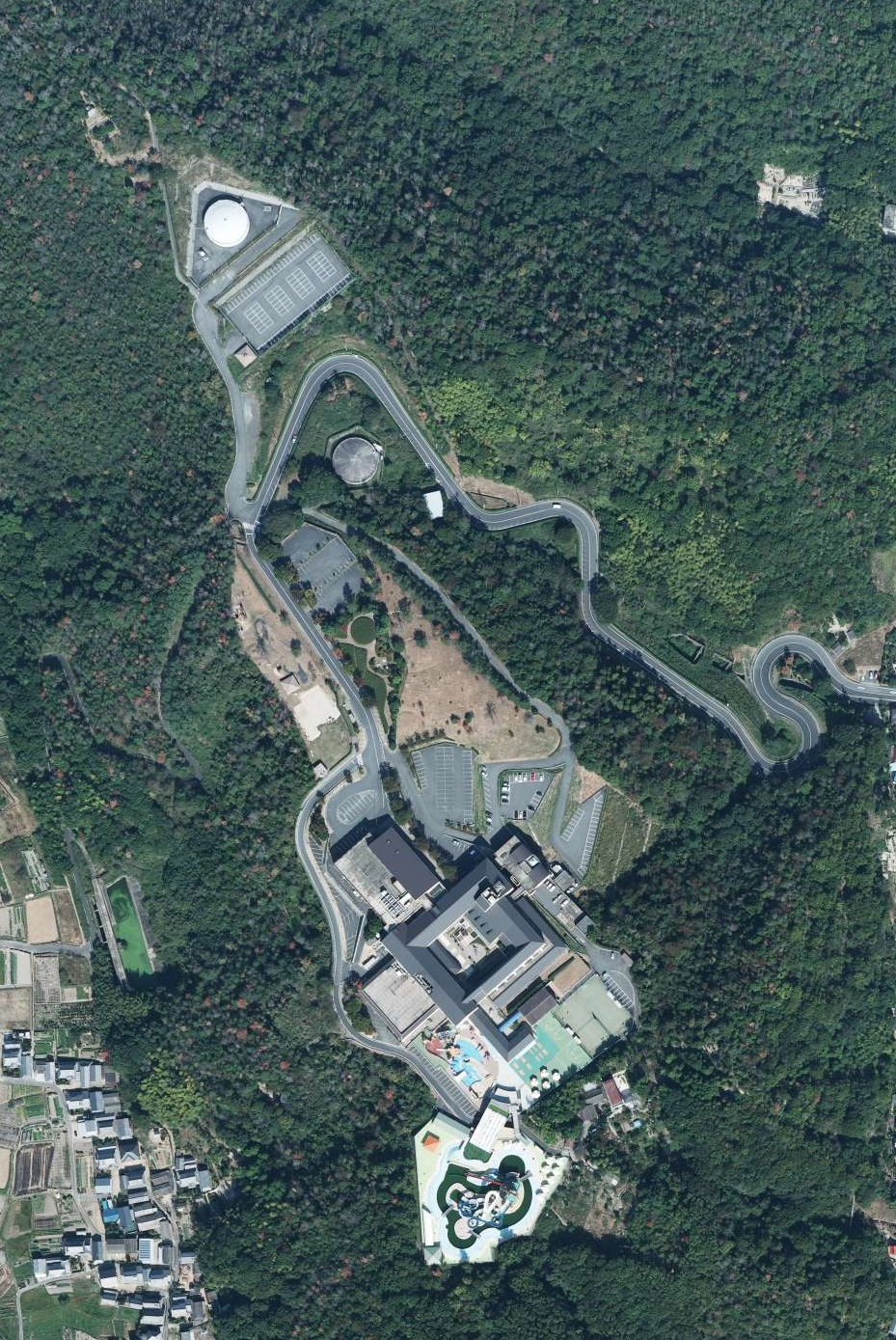
サントピア岡山総社全景（2007年）
出典：『国土交通省「国土画像情報（カラー空中写真）」（配布元：国土地理院地図・空中写真閲覧サービス）』

サントピア岡山総社（サントピアおかやまそうじゃ、Suntopia Okayama Soja）は、岡山県総社市にある民間保養施設である。約18万m2の広大な敷地に西日本最大級のプールや宿泊施設などが設けられている。

## 概要
当施設は年金資金から約42億円を拠出して1980年4月に開設された旧岡山厚生年金休暇センター・ウェルサンピア岡山が前身。2004年には約2億円の赤字経営になっていることが朝日新聞で報じられた。社会保険庁の年金財源確保策の一環で売却され、2009年6月の入札で高松市や岡山市でボウリング場を経営する太洋木材のグループ会社の太洋開発が3億800万円で落札し、施設をほぼ引き継ぐ形で同年12月2日にオープンした。

### 主な施設
- 大型プール waps（夏のみ）
- 宿泊施設（全53室） ※無線LAN接続可能(WiFi利用可)
- 結婚式場
- レストラン、ラウンジ、宴会場、会議室
- 体育館
- 卓球場
- フットサル場（屋内、屋外：テニスコートと兼用）
- テニスコート(5面)
- グラウンドゴルフ場（16ホール）
- ペタンクコート
- 大浴場「さんとぴあ乃湯」
- カラオケルーム
- 麻雀ルーム

## 所在地
- 岡山県総社市秦1215番地

### アクセス
- JR総社駅、JR豪渓駅より車で約10分。
- 岡山自動車道・岡山総社ICより車で約20分。
- 山陽自動車道・倉敷IC、玉島ICより車で約20分。

## 周辺
- 宝福寺
- 豪渓
- ふなおワイナリー
- 美星天文台
- そうじゃ水辺の楽校
- 備中国分寺
- 吉備津神社
- 吉備津彦神社
- 最上稲荷
- 高梁川
- 総社大橋
- 三井アウトレットパーク倉敷
- 美観地区